# Liste des représentants des États-Unis pour le Dakota du Sud
Depuis 1983, l'État du Dakota du Sud dispose d'un représentant à la Chambre des représentants des États-Unis.

## Délégation au 119eCongrès (2025-2027)
| Nom | Nom           | Nom | Début du mandat                            | Parti       |
| --- | ------------- | --- | ------------------------------------------ | ----------- |
|     | Dusty Johnson |     | 3 janvier 2019 (6 ans, 2 mois et 20 jours) | Républicain |

## Délégations historiques

### Deux représentants (1889-1891)
| Congrès     | Congrès     | District At-large        | District At-large        |
| Congrès     | Congrès     | 1er siège                | 2d siège                 |
| ----------- | ----------- | ------------------------ | ------------------------ |
| 51e congrès | (1889-1891) | John A. Pickler (R)      | Oscar S. Gifford (R)     |
| 52e congrès | (1891)      | John A. Pickler (R)      | John Rankin Gamble (R)   |
| 52e congrès | (1891-1893) | John A. Pickler (R)      | John L. Jolley (R)       |
| 53e congrès | (1893-1895) | John A. Pickler (R)      | William V. Lucas (R)     |
| 54e congrès | (1895-1897) | John A. Pickler (R)      | Robert J. Gamble (R)     |
| 55e congrès | (1897-1899) | John Edward Kelley (Pop) | Freeman T. Knowles (Pop) |
| 56e congrès | (1899-1901) | Charles H. Burke (R)     | Robert J. Gamble (R)     |
| 57e congrès | (1901-1903) | Charles H. Burke (R)     | Eben W. Martin (R)       |
| 58e congrès | (1903-1905) | Charles H. Burke (R)     | Eben W. Martin (R)       |
| 59e congrès | (1905-1907) | Charles H. Burke (R)     | Eben W. Martin (R)       |
| 60e congrès | (1907-1909) | Philo Hall (R)           | William H. Parker (R)    |
| 61e congrès | (1909-1911) | Charles H. Burke (R)     | Eben W. Martin (R)       |
| 62e congrès | (1911-1913) | Charles H. Burke (R)     | Eben W. Martin (R)       |

### Trois représentants (1913-1933)
| Congrès     | Congrès     | 1er district                  | 2e district          | 3e district            |
| ----------- | ----------- | ----------------------------- | -------------------- | ---------------------- |
| 63e congrès | (1913-1915) | Charles H. Dillon (R)         | Charles H. Burke (R) | Eben W. Martin (R)     |
| 64e congrès | (1915-1917) | Charles H. Dillon (R)         | Royal C. Johnson (R) | Harry L. Gandy (D)     |
| 65e congrès | (1917-1919) | Charles H. Dillon (R)         | Royal C. Johnson (R) | Harry L. Gandy (D)     |
| 66e congrès | (1919-1921) | Charles A. Christopherson (R) | Royal C. Johnson (R) | Harry L. Gandy (D)     |
| 67e congrès | (1921-1923) | Charles A. Christopherson (R) | Royal C. Johnson (R) | William Williamson (R) |
| 68e congrès | (1923-1925) | Charles A. Christopherson (R) | Royal C. Johnson (R) | William Williamson (R) |
| 69e congrès | (1925-1927) | Charles A. Christopherson (R) | Royal C. Johnson (R) | William Williamson (R) |
| 70e congrès | (1927-1929) | Charles A. Christopherson (R) | Royal C. Johnson (R) | William Williamson (R) |
| 71e congrès | (1929-1931) | Charles A. Christopherson (R) | Royal C. Johnson (R) | William Williamson (R) |
| 72e congrès | (1931-1933) | Charles A. Christopherson (R) | Royal C. Johnson (R) | William Williamson (R) |

### Deux représentants (1933-1983)
| Congrès     | Congrès     | 1er district            | 2e district            |
| ----------- | ----------- | ----------------------- | ---------------------- |
| 73e congrès | (1933-1935) | Fred H. Hildebrandt (D) | Theodore B. Werner (D) |
| 74e congrès | (1935-1937) | Fred H. Hildebrandt (D) | Theodore B. Werner (D) |
| 75e congrès | (1937-1939) | Fred H. Hildebrandt (D) | Francis Case (R)       |
| 76e congrès | (1939-1941) | Karl E. Mundt (R)       | Francis Case (R)       |
| 77e congrès | (1941-1943) | Karl E. Mundt (R)       | Francis Case (R)       |
| 78e congrès | (1943-1945) | Karl E. Mundt (R)       | Francis Case (R)       |
| 79e congrès | (1945-1947) | Karl E. Mundt (R)       | Francis Case (R)       |
| 80e congrès | (1947-1949) | Karl E. Mundt (R)       | Francis Case (R)       |
| 81e congrès | (1949-1951) | Harold O. Lovre (R)     | Francis Case (R)       |
| 82e congrès | (1951-1953) | Harold O. Lovre (R)     | E. Y. Berry (R)        |
| 83e congrès | (1953-1955) | Harold O. Lovre (R)     | E. Y. Berry (R)        |
| 84e congrès | (1955-1957) | Harold O. Lovre (R)     | E. Y. Berry (R)        |
| 85e congrès | (1957-1959) | George McGovern (D)     | E. Y. Berry (R)        |
| 86e congrès | (1959-1961) | George McGovern (D)     | E. Y. Berry (R)        |
| 87e congrès | (1961-1963) | Ben Reifel (R)          | E. Y. Berry (R)        |
| 88e congrès | (1963-1965) | Ben Reifel (R)          | E. Y. Berry (R)        |
| 89e congrès | (1965-1967) | Ben Reifel (R)          | E. Y. Berry (R)        |
| 90e congrès | (1967-1969) | Ben Reifel (R)          | E. Y. Berry (R)        |
| 91e congrès | (1969-1971) | Ben Reifel (R)          | E. Y. Berry (R)        |
| 92e congrès | (1971-1973) | Frank E. Denholm (D)    | James Abourezk (D)     |
| 93e congrès | (1973-1975) | Frank E. Denholm (D)    | James Abdnor (R)       |
| 94e congrès | (1975-1977) | Larry Pressler (R)      | James Abdnor (R)       |
| 95e congrès | (1977-1979) | Larry Pressler (R)      | James Abdnor (R)       |
| 96e congrès | (1979-1981) | Tom Daschle (D)         | James Abdnor (R)       |
| 97e congrès | (1981-1983) | Tom Daschle (D)         | Clint Roberts (R)      |

### Un représentant (depuis 1983)
| Congrès      | Congrès     | District At-large             |
| ------------ | ----------- | ----------------------------- |
| 98e congrès  | (1983-1985) | Tom Daschle (D)               |
| 99e congrès  | (1985-1987) | Tom Daschle (D)               |
| 100e congrès | (1987-1989) | Tim Johnson (D)               |
| 101e congrès | (1989-1991) | Tim Johnson (D)               |
| 102e congrès | (1991-1993) | Tim Johnson (D)               |
| 103e congrès | (1993-1995) | Tim Johnson (D)               |
| 104e congrès | (1995-1997) | Tim Johnson (D)               |
| 105e congrès | (1997-1999) | John Thune (R)                |
| 106e congrès | (1999-2001) | John Thune (R)                |
| 107e congrès | (2001-2003) | John Thune (R)                |
| 108e congrès | (2003-2005) | Bill Janklow (R)              |
| 109e congrès | (2005-2007) | Stephanie Herseth Sandlin (D) |
| 110e congrès | (2007-2009) | Stephanie Herseth Sandlin (D) |
| 111e congrès | (2009-2011) | Stephanie Herseth Sandlin (D) |
| 112e congrès | (2011-2013) | Kristi Noem (R)               |
| 113e congrès | (2013-2015) | Kristi Noem (R)               |
| 114e congrès | (2015-2017) | Kristi Noem (R)               |
| 115e congrès | (2017-2019) | Kristi Noem (R)               |
| 116e congrès | (2019-2021) | Dusty Johnson (R)             |
| 117e congrès | (2021-2023) | Dusty Johnson (R)             |
| 118e congrès | (2023-2025) | Dusty Johnson (R)             |